# Bret Michaels
Bret Michaels, właśc. Bret Michael Sychak (ur. 15 marca 1963 w Butler) – amerykański wokalista i gitarzysta glamrockowego zespołu Poison, także scenarzysta, reżyser i aktor telewizyjny i filmowy. W 2006 został sklasyfikowany na 40. miejscu listy 100 najlepszych wokalistów wszech czasów według Hit Parader.

## Życiorys
Ma rusińskie (ze strony dziadka ojca), irlandzkie, angielskie, niemieckie i szwajcarskie pochodzenie. Urodził się w Butler w Pensylwanii jako syn Wally’ego i Marjorie Sychaków. Jego imię zostało zaczerpnięte od bohatera serialu ABC Maverick – Breta Mavericka, którego grał James Garner. Jego wujek Nick Sychak walczył w Omaha Beach w Inwazji Normandii i został zabity w akcji we Francji w 1944 roku. Wychowywał się z dwiema siostrami – Michelle i Nicole – w Harrisburg. Jego ojciec, który był w marynarce wojennej, został przeniesiony do wewnętrznego posterunku marynarki wojennej w Mechanicsburgu, gdzie Bret uczęszczał do Mechanicsburg Area Senior High School. Kiedy miał sześć lat wykryto u niego cukrzycę i był zależny od insuliny.
W latach 1993–94 romansował z aktorką Pamelą Anderson, a nagrane sceny seksualne z Anderson, również znalazły się w Internecie. Klatki z filmu po raz pierwszy pojawiły się na łamach magazynu Penthouse w marcu 1998. W sierpniu 1993 trafił na okładkę magazynu „Playgirl”.
Pojawił się w jednym z odcinków serialu CBS Prawo Burke’a (Burke’s Law, 1994) jako Roger Cooper i Stan wyjątkowy (Martial Law, 1999) jako Ray Darrell. W 1998 roku zadebiutował jako reżyser, scenarzysta i producent dramatu sensacyjnego Kodeks zbrodni (No Code of Conduct), gdzie także wcielił się w postać Franka „Shane’a” Fieldsa u boku Charliego Sheena, Martina Sheena i Marka Dacascosa, a także był reżyserem i scenarzystą thrillera psychologicznego A Letter from Death Row (1998), gdzie zagrał główną rolę zabójcy Michaela Raine’a. Wystąpił w dramacie sportowym Zalmana Kinga Wysoka fala (In God's Hands, 1998) jako Phillips.
W reality-show MTV Polska Miłość w rytmie rocka z Bretem Michaelsem (Rock of Love with Bret Michaels, 2007–2009) grupa fanek Michaelsa walczyła o jego względy. Program wygrała Jes Rickleff. Z kontraktu wynikało, że zwyciężczyni nie będzie mogła się widzieć z Michaelsem przez pół roku. Ich związek się nie udał. Drugą edycję programu wygrała Ambre Lake. W trzeciej edycji dziewczyny podróżowały autobusem po całym kraju, zwyciężyła Taya Parker. Czwarta edycja jest w trakcie realizacji. W Polsce emitowana jest druga edycja reality-show.
W latach 1994–2012 był związany z Kristi Gibson, z którą ma dwie córki: Raine Elizabeth (ur. 20 maja 2000 w Los Angeles) i Jorję Bleu (ur. 5 maja 2005).

## Nagrody i nominacje
| Rok  | Nagroda              | Kategoria                             | Rezultat  |
| ---- | -------------------- | ------------------------------------- | --------- |
| 2008 | BMI Film & TV Awards | BMI Cable Award                       | Wygrana   |
| 2010 | Teen Choice Awards   | Najlepsza męska postać w reality show | Nominacja |

## Dyskografia
Albumy studyjne
| 2003                                                                       | Songs of Life - Data wydania: 22 kwietnia 2003 - Wytwórnia: Poor Boy Records   | —  | — | — | —  |
| 2005                                                                       | Freedom of Sound - Data wydania: 1 stycznia 2005 - Wytwórnia: Poor Boy Records | —  | — | — | —  |
| 2010                                                                       | Custom Built - Data wydania: 6 lipca 2010 - Wytwórnia: Poor Boy Records        | 14 | 4 | 1 | 44 |
| "—" oznacza wydawnictwo, które nie zostało sklasyfikowane na danej liście. |                                                                                |    |   |   |    |

Kompilacje
| Rok                                                                        | Szczegóły dot. albumu                                                          | Pozycja | Pozycja | Pozycja  |
| Rok                                                                        | Szczegóły dot. albumu                                                          | US      | US Rock | US Indie |
| -------------------------------------------------------------------------- | ------------------------------------------------------------------------------ | ------- | ------- | -------- |
| 2001                                                                       | Ballads, Blues & Stories - Data wydania: 2001 - Wytwórnia: Poor Boy Records    | —       | —       | —        |
| 2008                                                                       | Rock My World - Data wydania: 3 czerwca 2008 - Wytwórnia: VH1 Classics Records | 40      | 16      | 4        |
| "—" oznacza wydawnictwo, które nie zostało sklasyfikowane na danej liście. |                                                                                |         |         |          |

Soundtracki
| Rok  | Szczegóły dot. albumu                                                             |
| ---- | --------------------------------------------------------------------------------- |
| 1998 | A Letter from Death Row - Data wydania: 25 sierpnia 1998 - Wytwórnia: Ugl Records |

### EP
| Rok  | Szczegóły dot. albumu                                                              |
| ---- | ---------------------------------------------------------------------------------- |
| 2000 | Country Demos - Data wydania: 2000                                                 |
| 2008 | Bret Michaels: Acoustic Sessions - Data wydania: 2008 - Wytwórnia: Time/Life Music |

Single
| Rok                                                                        | Singel                                  | Pozycja na liście | Album                   |
| Rok                                                                        | Singel                                  | US Country        | Album                   |
| -------------------------------------------------------------------------- | --------------------------------------- | ----------------- | ----------------------- |
| 1998                                                                       | "Party Rock Band" (z C.C. DeVille)      | —                 | A Letter from Death Row |
| 2003                                                                       | "Raine"                                 | —                 | Songs of Life           |
| 2003                                                                       | "Bittersweet"                           | —                 | Songs of Life           |
| 2004                                                                       | "All I Ever Needed" (z Jessica Andrews) | 45                | Freedom of Sound        |
| 2004                                                                       | "Right Now, Right Here"                 | —                 | Freedom of Sound        |
| 2005                                                                       | "Open Road"                             | —                 | Freedom of Sound        |
| 2007                                                                       | "Go That Far" (Rock of Love theme)      | —                 | Rock My World           |
| 2007                                                                       | "Fallen"                                | —                 | Rock My World           |
| 2008                                                                       | "Start Again"                           | —                 | Rock My World           |
| 2008                                                                       | "Driven" (rock mix)                     | —                 | Rock My World           |
| 2010                                                                       | "Nothing to Lose" (duet z Miley Cyrus)  | —                 | Custom Built            |
| 2010                                                                       | "Lie to Me"                             | —                 | Custom Built            |
| 2010                                                                       | "Wasted Time"                           | —                 | Custom Built            |
| "—" oznacza wydawnictwo, które nie zostało sklasyfikowane na danej liście. |                                         |                   |                         |